# Arroyo Chimiray
El arroyo Chimiray es un curso de agua de Argentina que desagua en el río Uruguay y marca el límite entre las provincias de Misiones y Corrientes.
El mismo nace  en la sierra de San José, al sur de la localidad  de San José, y a partir de su confluencia con el arroyo Angico, en la localidad de Estación Apóstoles pasa a formar el límite entre las dos provincias, separando el departamento de Apóstoles del de  departamento Ituzaingó, y que con rumbo sur se dirige hasta desembocar en el río Uruguay cerca de la localidad de Garruchos.
- Datos: Q5705594